# Gymnophora palmula
Gymnophora palmula är en tvåvingeart som beskrevs av Brown 1998. Gymnophora palmula ingår i släktet Gymnophora och familjen puckelflugor. Inga underarter finns listade i Catalogue of Life.